# Abdul Rahman Al Ghafiqi
Abdul Rahman Al Ghafiqi sau Abd er-Rahman (arabă:عبد الرحمن الغافقي) (d.732) a fost guvernator al provinciei Al-Andalus între 721-722 și 730-732, cunoscut însă drept conducătorul trupelor musulmane în bătălia de la Tours din 10 octombrie 732 împotriva forțelor francilor ale lui Charles Martel. Numele său întreg este Abu Said Abdul Rahman ibn Abdullah ibn Bishr ibn Al Sarem Al 'Aki Al Ghafiqi.

## Legături externe
- ar History of Abdul Salam Al Termanini